# Ernesto Pereira Carneiro
Ernesto Pereira Carneiro, conde Pereira Carneiro (Jaboatão, 1877 — Rio de Janeiro, 21 de janeiro de 1954) foi um jornalista, empresário e político brasileiro.
Filho de um rico comerciante do Recife, estudou em Londres, Lisboa e Paris. Concluiu os estudos no Saint George College, em Londres. De volta ao Recife, em 1895, começou a trabalhar na firma do pai, a Pereira Carneiro & Companhia, da qual foi diretor até 1914. Nessa época foi vice-presidente da Associação Comercial de Recife, fundador  do Clube Náutico Capibaribe e introdutor de vários esportes no estado.
Mudou-se, em 1914, para o Rio de Janeiro, onde adquiriu a Companhia de Comércio e Navegação, que dirigiu até 1935. Durante a Primeira Guerra Mundial seus navios desafiaram o bloqueio dos submarinos alemães para transportar tecidos e alimentos para a Inglaterra, com o qual conseguiu grandes lucros. Na mesma época era proprietário de um estaleiro, uma usina de sal e de uma fábrica de cimento. 
Fixou residência no Rio de Janeiro em 1914, onde adquiriu em 1918, o Jornal do Brasil. Desde a década de 1910 era investido no Jornal do Brasil. Uma das consequências da Primeira Guerra Mundial foi o encarecimento dos produtos importados usados pela indústria gráfica, incluindo o papel jornal, que provocou uma séria crise financeira no Jornal do Brasil, já  endividado com os investimentos em modernização feitos pouco tempo antes.
O jornal, sem conseguir quitar as hipotecas feitas junto ao conde Pereira Carneiro, passou às suas mãos em 1919. O conde passou a chefia de redação para Assis Chateaubriand que viera de Pernambuco. Criador da Rádio Jornal do Brasil (1935). Foi deputado constituinte em 1933, pelo Partido Autonomista do Distrito Federal, utilizando o jornal como veículo de divulgação. Foi  reeleito em 1935.
Presidiu a Associação Comercial do Rio de Janeiro. Foi casado duas vezes, a segunda com Maurina Dunshee de Abranches Pereira Carneiro, que herdou o comando do JB após sua morte.
Recebeu em 1919 o título de conde papal, dado pela Santa Sé, ajudando o Rio de Janeiro a enfrentar a gripe espanhola em 1918.
É homenageado com um busto em bronze, na praça Juarez Távora, no Rio, executado em 1962 por E. Bertozzi.